# Jacques Yvart
Pour les articles homonymes, voir Yvart.
Jacques Yvart (né le 9 juillet 1940) est un chanteur français originaire du nord de la France qui publia 30 albums. Il réside actuellement à Dunkerque. Il chante depuis les années 1960 des chansons de marin ou « à texte » dont il est la plupart du temps l'auteur et souvent le compositeur.
Son inspiration principale - la mer - lui vient essentiellement de sa famille. Ses deux grands-pères étaient pêcheurs en Islande, son père marin dans la marine nationale et son frère ainsi que ses oncles marins également.
En 1963, il rencontre Georges Brassens, le « maître à écrire, le maître à penser, le maître à vivre » de Jacques Yvart. En 1972 à Bobino, pendant quatre semaines, il assure la première partie. Brassens lui fera la surprise de reprendre Jehan l'advenu une de ses chansons dont il fit la musique sur un texte de Norge.
Il travaille régulièrement avec Gérald Ryckeboer et jusqu'à son décès avec Katrien Delavier. Il a collaboré avec le chanteur et violoncelliste William Schotte.
Jacques Yvart, le « French troubadour » comme l'appellent les américains, a donné des concerts à de nombreuses reprises aux États-Unis dans des lycées et universités. Il y enseigne « 2000 ans de chanson française » dans deux universités américaines. Un de ses disques On Campus y a été enregistré et créé. Lors de son passage dans la région de San Francisco, il a été aidé par Emmanuel Serrière (en) qui lui-même dirigeait une émission de radio en français à San Francisco. Plus récemment, en 2009 et 2011, deux CD sont issus de sa collaboration avec Joseph Moalic.
Il a animé pendant l'été 1966 ou 1967 une émission La taverne de l'Olonnois sur France Inter où il alternait histoires et chansons de marin.
Jacques Yvart est peu passé à la télévision : un peu dans les années 1970, avec des chansons comme Monsieur. De temps en temps, on l'a entendu dans l'émission Pollen de Jean-Louis Foulquier.
Les chansons suivantes font partie de son répertoire : Monsieur, Le Jeune homme et la mer, Mes filles de fortune, Chanson de la mer blanche et Les Oiseaux migrateurs.
Il est espérantiste et donc participe à de nombreux rassemblements dont le dernier à Boulogne-sur-Mer en 2005 où il a interprété des chansons de Georges Brassens traduites en espéranto et publiées par Vinilkosmo, un label indépendant.
Il a également écrit pour Nicole Rieu (Ma maison au bord de l'eau en 1975) et accompagné les groupes musicaux Meven et Blootland.
Retiré de la scène, à partir des années 2010 Jacques Yvart se consacre à l'écriture.

## Discographie

### En français
- Marines (1969)[7]

- De la mer et des hommes (1970)

- Suite à vivre du temps présent (1972)
- Chansons insulaires (1974)
- À la source (1976)
- Yvart on Campus (1978)
- L'échelle Beaufort d'après les chroniques de Nam et Loé (1985)
- Jacques Yvart et Katrien Delavier de concert (1999)
- Chants des marins de Flandre (2001)
- Jacques Yvart joue avec le Pichelour (2002)
- Moi, j'aime le Papotin ! (2004)
- Yvart chante Moalic (2009)
- Jacques Yvart chante son Brassens (2009)
- Niama Niama (2011)

### En esperanto
1. Jacques Yvart chante Georges Brassens (Jacques Yvart kantas George Brassen) (1998)
  - La geamantoj sur la verda benk'
  - La pluvombrelo
  - Kanto por la kampul'
  - En akvo de la klara fonto
  - Povra Marteno
  - Tuj la kompanar
2. invitation au voyage (Invito por vojaĝo) (2008)
  - Birdo sur drato
  - Diamantoj
  - La invito por vojaĝo
  - Korto Malteze
  - Homo kaj maro
  - Magelanoj de l Universo
  - La korpo eŭropa
  - Mia liber'
  - La ĉevaleto
  - En la Valo de l'Rozoj
  - Oe, oe en la ŝipo !
  - La kanto de Piko
  - La am' por la am'
  - La tempo de l' ĉerizoj
3. Brassens plu (2011)
  - La geamantoj sur la verda benk'
  - Kanto por la Kampul'
  - La pluvmbrelo
  - La longa vico
  - En akvo de la klara fonto
  - La cxevaleto
  - Povra Marteno
  - La lamanta regxo
  - La marista amo
  - Ocxjo Leon'
  - Johano la neavertino
  - Tuj la kompanar'
  - Milito

## Œuvres
- 1990 : L'Echelle de Beaufort : d'après les chroniques de Nam et Loe, co-auteur avec Claire Forgeot, Albin Michel Jeunesse
- 2013 : Fromage à Bergues, éditions soleil masqué
- 2017 : L'huître et autres nouvelles, Ateliergaleriéditions
- 2020 : L'histoire peu banale d'Ivan Loubli, Ateliergaleriéditions